# タイ王国持続的観光特別地域開発管理機構
タイ王国持続的観光特別地域開発管理機構 (タイ語:องค์การบริหารการพัฒนาพื้นที่พิเศษเพื่อการท่องเที่ยวอย่างยั่งยืน タイ略称:อพท.、英語：Designated Areas for Sustainable Tourism Administration:DASTA）は、タイ王国 内閣 首相府の監督下にある公的機関。2003年6月2日に設置。

## 概要
タイ王国持続的観光特別地域開発管理機構は、2003年6月2日に設置。2003年10月1日に事業を開始した。機構は、統合的に観光地の管理と開発を行うために、中央機関として政策、実施戦略を策定する。さらに当該地域・観光地との連携を構築しながら、観光の潜在的な可能性を持つ地域の開発を行う。

## 所在地
- バンコク　パヤータイ区 サームセーンナイ地区 ラーマ6世通り　TIPCOビル　31階　118/1

（118/1 อาคารทิปโก้ ชั้น 31 ถนนพระราม 6 แขวงสามเสนใน เขตพญาไท กรุงเทพฯ 10400）

## 部局
- 事務部（สำนักงานเลขานุการกรม）
- 政策企画部（สำนักนโยบายและแผน）
- 特別地域連携部 （สำนักประสานงานพื้นที่พิเศษ）
- ビジネス経営部 （สำนักธุรกิจและบริหาร）
- チャーン諸島および周辺特別地域部（สำนักงานพื้นที่พิเศษหมู่เกาะช้างและพื้นที่เชื่อมโยง）
- チェンマイ・ナイトサファリ特別地域部（สำนักงานพื้นที่พิเศษเชียงใหม่ไนท์ซาฟารี）
- パッタヤー市および周辺特別地域部（สำนักงานพื้นที่พิเศษหมู่เกาะช้างและพื้นที่เชื่อมโยง）

## 持続的的観光特別地域
以下の3地域を持続的観光特別地域に指定している。
- チャーン諸島および周辺地域（2004年9月24日指定）
- チェンマイ・ナイトサファリ（2005年3月11日指定）
- パッタヤー市および周辺地域（2009年3月24日指定）

## 関連事項
- 首相府 (タイ)
- タイの観光
- タイ国政府観光庁